# 彰化縣彰化市公所
彰化縣彰化市公所（簡稱：彰化市公所）是彰化縣彰化市最高層級的地方行政機關，在中華民國政府架構中屬於市公所位階，上級業務監督機關為彰化縣政府。

## 組織架構
彰化縣彰化市公所所轄組織，在市長之下，設有8課4室等12個內部單位及10個附屬機關。

### 內部單位
| - 民政課 - 財政課 - 農業課 - 工務課 - 社會課 - 公用事業課 - 行政課 - 城市暨觀光發展課 | - 人事室 - 主計室 - 政風室 - 寺廟室 | - 彰化縣彰化市清潔隊 - 彰化縣彰化市立幼兒園 - 彰化縣彰化市立圖書館 - 彰化縣彰化市立藝術館 - 彰化縣彰化市全民健身中心 - 彰化縣彰化市公有零售市場 - 彰化縣彰化市立殯儀館 - 彰化縣彰化市調解會 - 彰化縣彰化市古月民俗館 - 彰化縣彰化市元清觀民藝館 |

## 外部連結
- 彰化市公所 （页面存档备份，存于）